# 丁攀龍
丁攀龍（？—？），清代官員，山西省靈邱縣人。
丁攀龍為廩貢出身，曾任霞浦县知县，嘉慶六年（1801年）六月接替胡應魁，署任臺灣府彰化縣知縣。